# Jean-Claude Olry
Jean-Claude Patrice Jacques Bernard Olry (Boves, 28 dicembre 1949) è un ex canoista francese.

## Palmarès

### Olimpiadi
- 1 medaglia:
  - 1 bronzo (Monaco di Baviera 1972 nel C-2)

### Mondiali
- 2 medaglie:
  - 1 oro (Bourg St.-Maurice 1969 nel C-2)
  - 1 bronzo (Bourg St.-Maurice 1969 nel C-2 a squadre)